# Гейзлі Кроуфорд
Гейзлі Йоахім Кроуфорд (англ. Hasely Joachim Crawford; нар. 16 серпня 1950) — тринідадський легкоатлет, який спеціалізувався в бігу на короткі дистанції.

## Досягнення
Олімпійський чемпіон-1976 з бігу на 100 метрів.
Першим в історії Тринідада і Тобаго та загалом країн Карибського басейну здобув золоту олімпійську медаль.
Іменем спортсмена названа спортивна арена у Порт-оф-Спейні — «Гейзлі Кроуфорд Стедіум».

## Основні міжнародні виступи
| Рік  | Змагання             | Місто        | Місце | Дисципліна |
| ---- | -------------------- | ------------ | ----- | ---------- |
| 1970 | Ігри Співдружності   | Единбург     | 3     | 100 м      |
| 1972 | Олімпійські ігри     | Мюнхен       | фDNF  | 100 м      |
| 1975 | Панамериканські ігри | Мехіко       | 2     | 100 м      |
| 1976 | Олімпійські ігри     | Монреаль     | 1     | 100 м      |
| 1976 | 8                    | 200 м        |       |            |
| 1978 | Ігри Співдружності   | Едмонтон     | 3     | 100 м      |
| 1978 | 2                    | 4×100 м      |       |            |
| 1980 | Олімпійські ігри     | Москва       | 1чф5  | 100 м      |
| 1980 | 1заб5                | 4×100 м      |       |            |
| 1984 | Олімпійські ігри     | Лос-Анджелес | 1чф4  | 100 м      |

## Відео виступів
- Фінал бігу на 100 метрів на Олімпійських іграх-1976 на YouTube
- Фінал бігу на 100 метрів на Іграх Співдружності-1970 на YouTube
- Фінал бігу на 100 метрів на Іграх Співдружності-1978 на YouTube